# 張守直
張守直（1516年—1589年），字時舉，號筆峰，順天府薊州遵化縣人，民籍，明朝政治人物。

## 生平
嘉靖十六年（1573年），順天府鄉試第四十四名舉人。嘉靖二十三年（1544年）中式甲辰科進士。次年，任嘉定县知縣，政绩卓著。任满，升吏部主事。历升考功、文选司郎中。张守直善选人才，曾推荐王锡爵、郭泰、许劭等人，不谄媚权相严嵩。三十八年五月升太仆寺少卿，三十九年十月升大理寺右少卿，轉左少卿，审理严世蕃案。四十一年三月升太仆寺卿，六月改任光禄寺卿，四十二年十一月升大理寺卿，四十四年五月升户部右侍郎、总督仓场督理西苑农事，其为官素以廉洁著称，十一月改任工部左侍郎，管理西内工程，轉左侍郎，四十五年九月主持明显陵修理。隆庆元年（1567年）以考察调用，改任南京大理寺卿，二年三月升南京户部右侍郎，四年（1570年）三月轉左侍郎，七月升户部尚书，采取节约财政开支的举措。神宗即位，隆庆六年（1572年）七月致仕回乡。万历十七年病逝，享年七十四，卒葬本县北峪村。

## 家族
- 曾祖張成；祖父張士能，知縣；父張繼本，州吏目。嫡母王氏；生母高氏。慈侍下。兄希載、希戬。弟守簡、希儒、守约[4]。
- 曾孙镶蓝旗汉军、四川巡抚張德地。